# 战车第4师团
战车第4师团（Sensha Dai-yon Shidan），是二战中日本帝国陆军的四个战车师团之一。

## 历史
战车第4师团于1944年7月6日在东京附近的千叶组建。 该师团缺乏步兵和自行火炮。类似于德国的裝甲教導師，该师团是由日本帝国陆军学院的装甲学校、骑兵学校、野战炮兵学校和军事工程学校的训练部门及其学生和工作人员组建的。该师团隶属给第36军，任务是保卫日本本土，抵御盟军入侵。  
战车第4师团驻扎在九州的福冈。它配备了最精良和最先进的武器，包括“大量”的三式中型坦克和三式坦克歼击车。在日本于1945年9月3日投降后，该师团与日本帝国陆军的其余部分正式复员。该师团并没有参加过任何一场战斗。

## 师团长
|   | 名称         | 从            | 到            |
| - | ------------ | ------------- | ------------- |
| 1 | 名仓诗织中将 | 1944年7月8日  | 1945年8月12日 |
| 2 | 闲院宫春仁王 | 1945年8月12日 | 1945年8月16日 |
| 3 | 名仓诗织中将 | 1945年8月16日 | 1945年9月30日 |